# Hill-Koeffizient
Der Hill-Koeffizient nH gibt im Hill-Diagramm (auch Hill-Plot) den Anstieg der Kurve der Bindung eines Inhibitors bzw. eines Substrats an und stellt ein Mittel dar, um die Kooperativität der Substratbindung eines Enzyms zu messen.
Der Hill-Koeffizient liegt bei positiver Kooperativität zwischen eins und der Anzahl der substratspezifischen Bindungsstellen. Je größer der Hill-Koeffizient ist, desto stärker ist die Kooperativität. Ist der Hill-Koeffizient kleiner als eins, spricht man von negativer Kooperativität. nH = 1 bedeutet keine Kooperativität.
Besonders gut ist das untersucht an dem Beispiel der Sauerstoffbindung des Hämoglobins.